# 오키나와 TV 방송

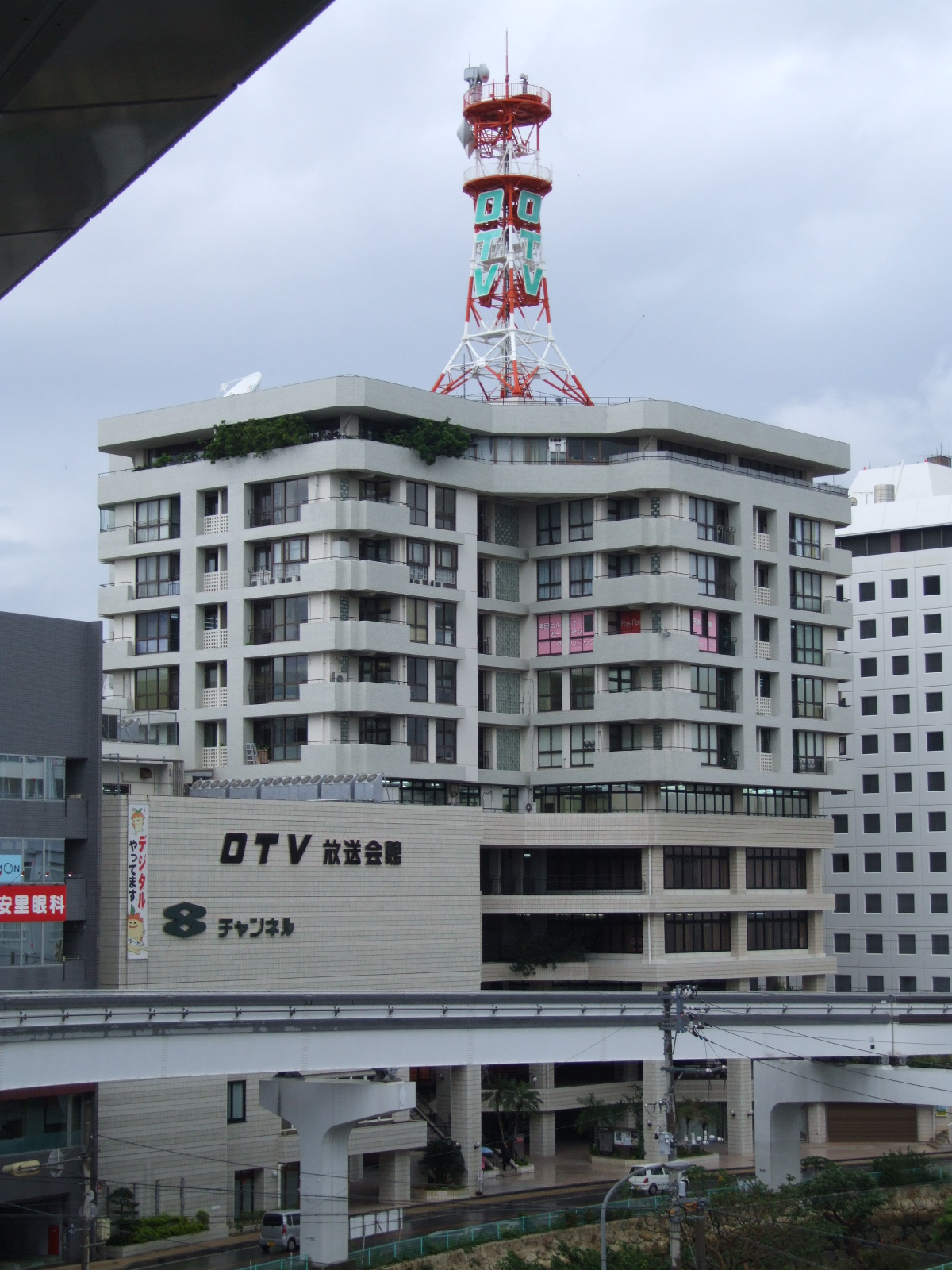
오키나와 TV 방송 사옥

오키나와 TV 방송(일본어: 沖縄テレビ放送)은 오키나와 최초의 민간 텔레비전 방송국이다.
약칭은 OTV, 콜사인은 JOOF-DTV이다.

## 연혁
- 1958년 5월 12일 회사 설립.
- 1959년 11월 1일 오키나와 최초의 텔레비전 방송국으로 개국.(콜사인 KSDW-TV, US 10ch).
- 1968년 5월 5일 컬러 방송 개시 (류큐 방송과 동시).
- 1969년
  - 4월 1일 FNN (후지 뉴스 네트워크)에 가맹.[1]
  - 10월 1일 FNS (후지 네트워크)에 가맹.
- 1972년 5월 15일 오키나와현 본토 복귀를 계기로 콜사인을 JOOF-TV로 변경하였고 일본의 민영방송국으로서 정식으로 FNN·FNS에 가맹.
- 1975년 3월 31일 준 중심국 네트워크 교체에 의해 지금까지 방송되던 마이니치 방송 프로그램을 모두 류큐 방송에 이행하고 대신 일부 아사히 방송 제작 프로그램을 방송하기 시작한다(~1994년 3월까지).
- 1983년 3월 1일 쿠메2가의 구사옥(현재 오키나와 워싱턴 호텔)에서 쿠모지의 현 사옥(오키나와 배전(오키나와 전력의 전신중 하나)의 철거지)로 옮긴다.
- 1985년 6월 1일　음성 다중 방송을 시작하였으며 송신소를 나하시 슈리사키야마쵸에서 도미구스쿠 촌(현·도미구스쿠시) 다카야스로 이전[2]
- 1986년 4월 19일　춘계 임금협상 투쟁 등 여러이유로 자사에서 뉴스 및 일반 프로그램 전송을 하지 못하게 되어 하루종일 후지 텔레비전의 프로그램을 그대로 방송했으며[3] 그 후 며칠 동안 지방뉴스 시간대는 일기 예보로 바뀌는 일이 많았고 져녁시간 뉴스 프로그램에 할당된 지역뉴스 방송 부분은 간토지역의 뉴스를 그대로 방송했다.
- 1993년 12월 16일 미야코·야에야마 지역에서 방송을 개시(류큐 방송과 동시).
- 1994년 4월 1일　류큐 방송과 TV 아사히와의 공동출자에 의한 류큐 아사히 방송설립(1995년 10월 개국)에 대비, 민간방송교육협회 프로그램을 제외한 TV 아사히계열 프로그램이 중단된다.
- 2006년 12월 1일 지상파 디지털 텔레비전 방송 개시.
- 2011년 7월 24일 지상파 아날로그 텔레비전 방송 종료.

## 네트워크의 변천
- 1959년 11월 1일 류큐정부에서 텔레비전 면허를 교부받아 오키나와 최초로 TV 방송 개시.NHK·니혼TV·도쿄방송·후지 TV·NET TV의 프로그램을 방송하는 프리 네트워크 방식을 채용하지만 개국 당시에는 일본과의 마이크로 회선이 개통하지 않았기 때문에 테이프를 통해 텔레비전 프로그램을 방송하였다.
- 1960년 6월 1일 류큐방송이 텔레비전 방송을 시작하면서 도쿄방송 프로그램이 이행되는 동시에 민영방송국 프로그램에 한정해 테이프를 통해 텔레비전 프로그램을 방송.
- 1964년 10월 1일 1개월전에 마이크로 회선이 개통하면서 도쿄·오사카와의 동시 방송이 가능하게 되면서 이를 기회로 프리 네트워크 방송국이 되며 중심 뉴스 프로그램을 NHK 뉴스로 정한다.[4]
- 1967년 6월 민간방송 교육 협회에 가맹.
- 1968년 12월 22일 오키나와 방송협회가 개국하면서 다음 해까지 방송된 일부 프로그램을 제외한 모든 NHK 제작 프로그램 대부분 중단된다[5].
- 1969년 4월 1일 뉴스 네트워크 FNN에 가맹하면서 이 날부터 뉴스 프로그램은 FNN 뉴스를 방송하게 된다.
- 1969년 10월 1일 FNS에 가맹.류큐방송과 도쿄방송·후지 TV 프로그램을 교환하게 되면서 도쿄방송 계열 프로그램이 중단되지만 류큐 방송과 공유 형태로 실시하고 있던 니혼TV·NET TV·도쿄 12채널의 프로그램 판매 네트워크는 계속 된다..
- 1972년 5월 15일 오키나와의 통치권이 아메리카 합중국에서 일본으로 반환되자 방송면허가 우정성(현：총무성)에 인계된 뒤 일본의 텔레비전 면허가 교부되어 정식으로 FNN·FNS·민간방송 교육협회에 가맹.
- 1975년 3월 31일 준 중심국 네트워크 교체에 의해 지금까지 방송되던 마이니치 방송 프로그램이 모두 류큐방송에 이행되면서 아사히 방송 제작 프로그램을 일부 방송하게 된다.
- 1994년 4월 1일 류큐방송이 TV 아사히와 공동으로 류큐아사히 방송을 2개월 후에 설립하기로 하면서 민간방송 교육협회 제작분을 제외한 TV아사히 프로그램이 류큐방송에서만 방송이 되어 이때까지 방송되고 있던 TV 아사히 프로그램 방송이 중단된다.
지금은 후지TV 계열 완전가맹국이지만 류큐 방송과 같이 니혼TV·TV 도쿄 프로그램 판매 네트워크도 계속하고 있다.[6]
- 2002년 4월 1일 류큐방송의 민간방송 교육협회 가맹에 의해 동 협회의 프로그램만 류큐 방송과 양쪽 모두 방송된다.

## 보충 서술
- 후지 TV와 간사이 TV 방송과 아날로그 채널 번호 및 가상 채널 번호가 같으며 호출 부호 JOOF는 일본 전파법상 AM 라디오용 콜사인으로 원래 토카이 지역의 라디오 방송국 도카이 라디오 방송의 전신 중 하나인 라디오 토카이에서 사용했었다.
- 약칭인 OTV는 원래 긴키 광역권의 텔레비전 방송사인 오사카 TV 방송의 약칭이었다.(오사카 TV 방송은 아사히방송과 합병되었다.)
- 니혼TV 프로그램을 로컬방송 시간대에 일부 방송하고 있으며 예전에는 홈페이지에 있는 타 방송국 사이트 링크에 NTV와 TV 도쿄 홈페이지 주소도 게재했으나 지금은 게재하지 않고 있다.
- 오키나와방송협회(지금의 NHK 오키나와 방송국)가 개국되기 전까지 NHK 프로그램에 광고를 붙여 방송한 적이 있었다.
- 90년대 초반 폭력단의 파벌간 전투로 인한 현민의 불안감 때문에 폭력적인 영화들을 동시에 연결하지 않았다.

## 오키나와현에 있는 다른 텔레비전·라디오 방송국
- NHK 오키나와 방송국
- 류큐 방송(RBC, TV는 도쿄 방송 계열, 라디오는 JRN 계열이며 라디오 부문은 현재 분사화하여 RBCi라디오로 불림)
- 류큐 아사히 방송(QAB) (후지 TV 계열)
- 라디오 오키나와（ROK）(NRN계열)
- FM 오키나와 (JFN계열)

## 같이 보기
- NHK 오키나와 방송국